# Baton von Sinope
Baton von Sinope (altgriechisch Βάτων), genannt der Rhetor, war ein antiker griechischer Geschichtsschreiber und Literaturhistoriker aus Sinope, der wohl in der zweiten Hälfte des 3. Jahrhunderts v. Chr. gelebt hat.
Von Batons Werken sind nur wenige Fragmente erhalten (Die Fragmente der griechischen Historiker Nr. 268). Strabon zufolge schrieb er ein Werk über Persien (Persika), das in der Forschung oft als sein Hauptwerk angesehen wird. Zitiert werden von ihm des Weiteren ein Buch „über die Tyrannen von Ephesos“ (Περὶ τῶν ἐν Εφέσῳ τυράννων), ein Buch „über die Tyrannis des Hieronymos von Syrakus“ (Περὶ τῆς τοῦ Ίερωνύμου τυραννίδος), eines „über Thessalien und Haimonien“ (Περὶ Θεσσαλίας καὶ Αἱμονίας), und „über den Dichter Ion“ (Περὶ Ϊωνος τοῦ ποιητοῦ). Möglicherweise schrieb er auch eine Geschichte Attikas.
Der Tod des Tyrannen Hieronymos von Syrakus im Jahr 215/14 v. Chr. ist das letzte Ereignis, das in Zitaten aus dem Werke Batons erwähnt wird. Zugleich muss er in jedem Fall vor Strabon gelebt haben. Zu den von Polybios in seinen Historien kritisierten, namentlich aber nicht genannten Geschichtsschreibern, die über Hieronymos berichteten gehörte wahrscheinlich auch Baton. Möglicherweise bezieht sich auch das Buch des Eratosthenes Gegen Baton auf ihn.
Von eigentlichem Beruf scheint Baton Rhetor gewesen zu sein.

## Ausgaben / Übersetzungen
- Paul Christesen: Baton of Sinope (268). In: Brill’s New Jacoby. (Text, englische Übersetzung und Kommentar).